# MySpace
MySpace (slovensko moj prostor) je večjezično spletno družbeno omrežje. Financiranje strani omogočajo oglasi. Na tej spletni strani lahko vsakdo objavi svojo sliko, ustvari blog, doda svoj opis ipd. Stran je sčasoma postala pravcati internetni fenomen, saj je vsak dan pridobila 230.000 uporabnikov, kar jo je uvrščalo v sam vrh web 2.0 strani. Posebej priljubljena je postala med ustvarjalci glasbene industrije, ki jo uporabljajo za brezplačno predstavitev svojih vsebin širši javnosti.
Ob vrhuncu priljubljenosti konec leta 2008 je imelo spletišče več kot 100 milijonov uporabnikov po svetu in mesečno 75,9 milijona obiskovalcev samo iz ZDA, nato pa je njegov položaj prevzel Facebook. Vse od takrat zaradi zgrešenih poslovnih odločitev lastnikov uporaba upada, kljub občasnim poskusom oživitve. Januarja 2016 je omrežje odkupila korporacija Time Inc., ki jo je dve leti kasneje prevzela korporacija Meredith. Ta zdaj prodaja podružnico Viant, pod katero spada MySpace.